# サクセッション
サクセッション（欧字名:Succession、2017年3月14日 - ）は、日本の競走馬。主な勝ち鞍に2023年の新潟ジャンプステークス。
馬名の意味は、「継承者」。偉大な父を継ぐ馬になって欲しいとの願いを込めて。

## 経歴

### 2019年（2歳）
6月16日東京芝1600mの2歳新馬戦で福永祐一を背にデビュー。好位の3番手追走からしぶとく脚を伸ばすと最後は逃げ粘るグレイトホーンをかわして先頭に立ち、1馬身1/4差つけて初勝利を飾る。9月7日のアスター賞では向正面でハナを奪うと、直線でも脚色は衰えることなく逃げ切り勝ちを収める。重賞初挑戦となったデイリー杯2歳ステークスでは2番手追走から4コーナーで先頭に並ぶかけるも伸びを欠いて6着に終わった。

### 2020年（3歳） - 2021年（4歳）
3歳初戦となった2020年1月6日のジュニアカップでは道中中団追走から4コーナーで大外から末脚を繰り出して快勝、3勝目を挙げた。3月22日のスプリングステークスでは中団のやや後ろからレースを進めると最後の直線で追い上げて3着に入る。しかし、その後は着外続きとなり、2021年8月28日のBSN賞14着に大敗した後、去勢されることになった。

### 2022年（5歳） - 2023年（6歳）
去勢手術後はマイルのリステッド競走を3戦するがいずれも未勝利に終わる。障害転向初戦となった2022年9月3日新潟の障害未勝利戦では8着に終わったが、続く10月22日新潟の障害未勝利戦では道中3番手追走から2周目4コーナーで先頭に立つと、後続に3馬身差つけて障害初勝利を挙げる。翌2023年4月8日福島の障害4歳上オープン4着を挟み、5月20日新潟の障害4歳上オープンでは中団追走から徐々にポジションを上げるとゴール前で逃げ粘るニューツーリズムをかわして障害2勝目をマークする。7月29日の新潟ジャンプステークスでは中団後方から4コーナーで捲り気味に仕掛けると最後はニューツーリズムとの競り合いを首差で制して重賞初制覇を果たした。

### 2024年（7歳）
1月27日の牛若丸ジャンプステークスで始動。道中好位でレースを進めるも勝ち馬ケイティクレバーから1馬身半差の3着に敗れると、続く京都ハイジャンプではいいところなく9着に終わる。7月27日の新潟ジャンプステークスでは1番人気に推され、中団後方からしぶとく脚を伸ばすも逃げるホッコーメヴィウスを捕え切れず2着となり、連覇はならなかった。その後、放牧に出され、放牧先で右前肢の球節部に腫れが見られたことから検査を受けた結果、繋靱帯の損傷が判明し再発のおそれがある事から関係者の協議により現役を引退することとなった。
8月31日付でJRAの競走馬登録を抹消された。引退後は北海道苫小牧市のノーザンホースパークで乗馬として供用される。

## 競走成績
以下の内容は、JBISサーチおよびnetkeiba.comに基づく。
| 競走日     | 競馬場 | 競走名           | 格      | 距離（馬場）  | 頭 数 | 枠 番 | 馬 番 | オッズ （人気） | 着順 | タイム （上り3F） | 着差 | 騎手          | 斤量 [kg] | 1着馬（2着馬）         | 馬体重 [kg] |
| ---------- | ------ | ---------------- | ------- | ------------- | ----- | ----- | ----- | --------------- | ---- | ----------------- | ---- | ------------- | --------- | ---------------------- | ----------- |
| 2019.06.16 | 東京   | 2歳新馬          |         | 芝1600m（重） | 12    | 4     | 4     | 001.90（1人）   | 01着 | R1:36.4（34.8）   | -0.2 | 0福永祐一     | 54        | （グレイトホーン）     | 496         |
| 0000.09.07 | 中山   | アスター賞       | 1勝     | 芝1600m（良） | 9     | 7     | 7     | 001.70（1人）   | 01着 | R1:34.6（33.9）   | -0.2 | 0C.ルメール   | 54        | （ヴェスターヴァルト） | 498         |
| 0000.11.09 | 京都   | デイリー杯2歳S   | GII     | 芝1600m（良） | 11    | 4     | 4     | 003.00（2人）   | 06着 | R1:35.2（35.5）   | -0.7 | 0O.マーフィー | 55        | レッドベルジュール     | 508         |
| 2020.01.06 | 中山   | ジュニアC        | L       | 芝1600m（良） | 15    | 4     | 6     | 002.40（1人）   | 01着 | R1:33.4（35.2）   | -0.4 | 0O.マーフィー | 56        | （ハーモニーマゼラン） | 518         |
| 0000.03.22 | 中山   | スプリングS      | GII     | 芝1800m（良） | 10    | 8     | 9     | 004.60（2人）   | 03着 | R1:50.3（34.1）   | -0.5 | 0三浦皇成     | 56        | ガロアクリーク         | 510         |
| 0000.05.10 | 東京   | NHKマイルC       | GI      | 芝1600m（良） | 18    | 4     | 8     | 012.00（5人）   | 14着 | R1:33.8（35.1）   | -1.3 | 0横山典弘     | 57        | ラウダシオン           | 514         |
| 2021.01.16 | 中山   | カーバンクルS    | OP      | 芝1200m（良） | 16    | 7     | 13    | 011.40（3人）   | 14着 | R1:10.1（34.7）   | -0.9 | 0石川裕紀人   | 55        | レジェーロ             | 528         |
| 0000.03.14 | 中山   | 東風S            | L       | 芝1600m（重） | 14    | 1     | 1     | 004.50（2人）   | 08着 | R1:35.7（36.9）   | -1.3 | 0横山武史     | 56        | トーラスジェミニ       | 520         |
| 0000.05.08 | 新潟   | 谷川岳S          | L       | 芝1600m（良） | 9     | 5     | 5     | 019.90（7人）   | 06着 | R1:34.7（34.6）   | -0.8 | 0津村明秀     | 56        | シュリ                 | 526         |
| 0000.06.27 | 東京   | パラダイスS      | L       | 芝1400m（良） | 16    | 2     | 4     | 020.50（9人）   | 14着 | R1:22.2（33.5）   | -0.9 | 0菅原明良     | 55        | キルロード             | 524         |
| 0000.08.28 | 新潟   | BSN賞            | L       | ダ1800m（良） | 15    | 3     | 5     | 017.70（8人）   | 14着 | R1:53.7（39.3）   | -3.4 | 0C.ルメール   | 55        | ブルベアイリーデ       | 534         |
| 2022.01.08 | 中山   | ニューイヤーS    | L       | 芝1600m（稍） | 16    | 1     | 2     | 064.9（13人）   | 05着 | R1:33.7（35.0）   | -0.3 | 0津村明秀     | 56        | カラテ                 | 526         |
| 0000.03.13 | 中山   | 東風S            | L       | 芝1600m（良） | 14    | 8     | 16    | 017.00（7人）   | 10着 | R1:34.7（34.0）   | -0.6 | 0津村明秀     | 56        | ボンセルヴィーソ       | 512         |
| 0000.05.07 | 新潟   | 谷川岳S          | L       | 芝1600m（良） | 11    | 4     | 4     | 020.70（9人）   | 10着 | R1:34.6（33.5）   | -1.0 | 0荻野極       | 56        | ウインカーネリアン     | 518         |
| 0000.09.03 | 新潟   | 障害3歳上未勝利  |         | 障2850m（良） | 14    | 4     | 6     | 007.30（3人）   | 08着 | R3:09.1（13.3）   | -3.0 | 0石神深一     | 60        | ファルヴォーレ         | 514         |
| 0000.10.22 | 新潟   | 障害3歳上未勝利  |         | 障2850m（良） | 11    | 4     | 4     | 007.30（4人）   | 01着 | R3:05.3（13.0）   | -0.5 | 0石神深一     | 60        | （メリディアンローグ） | 522         |
| 2023.04.08 | 福島   | 障害4歳上OP      |         | 障2750m（良） | 14    | 4     | 6     | 006.40（2人）   | 04着 | R2:59.8（13.1）   | -2.2 | 0蓑島靖典     | 60        | グレートバローズ       | 522         |
| 0000.05.20 | 新潟   | 障害4歳上OP      |         | 障3290m（良） | 14    | 5     | 8     | 008.20（3人）   | 01着 | R3:35.4（13.1）   | -0.1 | 0蓑島靖典     | 60        | （ニューツーリズム）   | 526         |
| 0000.07.29 | 新潟   | 新潟ジャンプS    | J・GIII | 障3250m（良） | 11    | 2     | 2     | 005.90（3人）   | 01着 | R3:28.3（12.8）   | -0.1 | 0蓑島靖典     | 60        | （ニューツーリズム）   | 526         |
| 2024.01.27 | 小倉   | 牛若丸ジャンプS  | OP      | 障3390m（良） | 14    | 4     | 6     | 004.50（3人）   | 03着 | R3:45.0（13.3）   | -0.3 | 0蓑島靖典     | 61        | ケイティクレバー       | 524         |
| 0000.05.11 | 京都   | 京都ハイジャンプ | J･GII   | 障3930m（良） | 10    | 7     | 8     | 004.30（3人）   | 09着 | R4:35.7（14.0）   | -4.7 | 0伴啓太       | 60        | サンデイビス           | 518         |
| 0000.07.27 | 新潟   | 新潟ジャンプS    | J・GIII | 障3250m（良） | 13    | 7     | 11    | 003.10（1人）   | 02着 | R3:32.4（13.1）   | -0.1 | 0石神深一     | 60        | ホッコーメヴィウス     | 528         |

1. ↑  障害戦は平均1F

## 血統表
| サクセッションの血統                  | サクセッションの血統                   | サクセッションの血統  | （血統表の出典）      | （血統表の出典）  |
| 父系                                  | キングマンボ系                         | キングマンボ系        | キングマンボ系        | [ § 2 ]           |
| 父 キングカメハメハ 2001 鹿毛         | 父の父Kingmanbo 1990 鹿毛              | Mr. Prospector        | Raise a Native        | Raise a Native    |
| 父 キングカメハメハ 2001 鹿毛         | 父の父Kingmanbo 1990 鹿毛              | Mr. Prospector        | Gold Digger           |                   |
| 父 キングカメハメハ 2001 鹿毛         | 父の父Kingmanbo 1990 鹿毛              | Miesque               | Nureyev               | Nureyev           |
| 父 キングカメハメハ 2001 鹿毛         | 父の父Kingmanbo 1990 鹿毛              | Miesque               | Pasadoble             |                   |
| 父 キングカメハメハ 2001 鹿毛         | 父の母*マンファス 1991 黒鹿毛          | *ラストタイクーン     | *トライマイベスト     | *トライマイベスト |
| 父 キングカメハメハ 2001 鹿毛         | 父の母*マンファス 1991 黒鹿毛          | *ラストタイクーン     | Mill Princess         |                   |
| 父 キングカメハメハ 2001 鹿毛         | 父の母*マンファス 1991 黒鹿毛          | Pilot Bird            | Blakeney              | Blakeney          |
| 父 キングカメハメハ 2001 鹿毛         | 父の母*マンファス 1991 黒鹿毛          | Pilot Bird            | The Dancer            |                   |
| 母 *アディクティド Addicted 2006 芦毛 | 母の父*ディクタット Diktat 1995 黒鹿毛 | *ウォーニング         | Known Fact            | Known Fact        |
| 母 *アディクティド Addicted 2006 芦毛 | 母の父*ディクタット Diktat 1995 黒鹿毛 | *ウォーニング         | Slightly Dangerous    |                   |
| 母 *アディクティド Addicted 2006 芦毛 | 母の父*ディクタット Diktat 1995 黒鹿毛 | *アルヴォラ           | Sadler's Wells        | Sadler's Wells    |
| 母 *アディクティド Addicted 2006 芦毛 | 母の父*ディクタット Diktat 1995 黒鹿毛 | *アルヴォラ           | Park Appeal           |                   |
| 母 *アディクティド Addicted 2006 芦毛 | 母の母Astica 1989 芦毛                 | Surumu                | Literat               | Literat           |
| 母 *アディクティド Addicted 2006 芦毛 | 母の母Astica 1989 芦毛                 | Surumu                | Surama                |                   |
| 母 *アディクティド Addicted 2006 芦毛 | 母の母Astica 1989 芦毛                 | Auenliebe             | Pentathlon            | Pentathlon        |
| 母 *アディクティド Addicted 2006 芦毛 | 母の母Astica 1989 芦毛                 | Auenliebe             | Allergie              |                   |
| 母系(F-No.)                           | (FN:2-n)                               | (FN:2-n)              | (FN:2-n)              | [ § 3 ]           |
| 5代内の近親交配                       | Northern Dancer 5･5×5                  | Northern Dancer 5･5×5 | Northern Dancer 5･5×5 | [ § 4 ]           |
| 出典                                  | 1. 2. 3. 4.                            | 1. 2. 3. 4.           | 1. 2. 3. 4.           | 1. 2. 3. 4.       |

全兄に2016年マイラーズカップ、2020年ダービー卿チャレンジトロフィーを制したクルーガーがいる。